# Goljak Klanječki
 Goljak Klanječki  falu Horvátországban Krapina-Zagorje megyében. Közigazgatásilag Klanjechez tartozik.

## Fekvése
Zágrábtól 30 km-re északnyugatra, községközpontjától  5 km-re délkeletre a Horvát Zagorje területén, a megye délnyugati részén fekszik.

## Története
1857-ben 109, 1910-ben 174 lakosa volt. Trianonig Varasd vármegye Klanjeci járásához tartozott.  2001-ben 104 lakosa volt.

## Külső hivatkozások
- Klanjec város hivatalos oldala
- Klanjec város információs portálja